# Mikkel Jensen
Mikkel Jensen (ur. 31 grudnia 1994) – duński kierowca wyścigowy.

## Życiorys

### ADAC Formel Masters
Jensen rozpoczął karierę w jednomiejscowych samochodach wyścigowych w 2013 roku od startów w ADAC Formel Masters, gdzie dwukrotnie stawał na podium. Z dorobkiem 94 punktów został sklasyfikowany na dziesiątym miejscu w końcowej klasyfikacji kierowców. Rok później w ciągu 24 wyścigów, w których wystartował, siedemnastokrotnie stawał na podium, w tym dziesięciokrotnie na jego najwyższym stopniu. Dorobek 377 punktów pozwolił mu zdobyć tytuł mistrza serii.

### Formuła 3
W sezonie 2015 przeniósł się do Europejskiej Formuły 3. Reprezentując niemiecką ekipę Mücke Motorsport najlepiej spisał się na najszybszym w kalendarzu, włoskim torze Autodromo Nazionale di Monza, gdzie stanął odpowiednio na drugim i trzecim stopniu podium. Duńczyk zdobył łącznie 115,5 punktu, dzięki czemu zmagania zakończył na 10 miejscu. Wystartował również w Grand Prix Makau. Wyścig ten zakończył na 19. lokacie.

## Wyniki

### Podsumowanie
| Sezon | Seria                         | Zespół                      | Wyścigi | Zwycięstwa | PP | NO | Podium | Punkty | Pozycja |
| ----- | ----------------------------- | --------------------------- | ------- | ---------- | -- | -- | ------ | ------ | ------- |
| 2013  | ADAC Formel Masters           | Lotus                       | 24      | 0          | 0  | 0  | 2      | 94     | 10      |
| 2014  | ADAC Formel Masters           | Neuhauser Racing            | 24      | 10         | 8  | 12 | 17     | 377    | 1       |
| 2015  | Europejska Formuła 3 Sezon    | KFZTeile24 Mücke Motorsport | 32      | 0          | 1  | 0  | 2      | 117,5  | 9       |
| 2015  | Grand Prix Makau              | Mücke Motorsport            | 1       | 0          | 0  | 0  | 0      | N/A    | 19      |
| 2016  | Europejska Formuła 3 Sezon    | KFZTeile24 Mücke Motorsport | 29      | 0          | 0  | 0  | 1      | 107    | 12      |
| 2016  | European Le Mans Series – GTE | Formula Racing              | 1       | 0          | 0  | 0  | 1      | 18     | 14      |